# Свіндон
Сві́ндон (англ. Swindon) — місто в англійському церемоніальному графстві Вілтшир на південному заході Англії, адміністративний центр унітарної одиниці Свіндон. Розташований на шляху з Рідінґа до Бристоля. 
Населення — 185 609 осіб (2011)

## Історія
Свіндон було засновано в часи завоювання Британії саксами. Припускають, що назва Свіндон походить від саксонського слова swine (свиня) та dun (пагорб).
Під час Промислової революції місто значно розрослося завдяки відкриттю каналу «Вілтс і Беркс» (Wilts & Berks Canal) та залізничному вокзалу Свіндона, який став частиною Великої Західної залізниці.
І. К. Брунель розмістив тут завод з виробництва локомотивів для Великої Західної залізниці.
Наприкінці XX і початку XXI століття значна частина залізничних цехів та депо епохи Промислової революції було перепрофільовано для розміщення культурних установ, включаючи штаб-квартиру Національного фонду та архів агентства «Англійська спадщина».

## Промисловість
Свіндон донині є важливим транспортним вузлом в Англії. З цієї та ряду інших причин у місті розташовуються офіси та заводи великих міжнародних компаній.
Компанії, офіси (виробництва) яких нараховують 800 осіб і більше, що розташовані в Свіндоні: завод Honda, Alcatel-Lucent, Motorola, BMW (завод Mini), Intel, WHSmith, RWE, Zurich IFA Group, Arval, Tyco Electronics, Catalent.

## Транспорт
Основна магістраль проходить поруч зі Свіндоном — траса М4, що з'єднує Лондон та Уельс.
Локальні автобусні оператори — Thamesdown та Stagecoach.
Міжміські автобусні оператори — National Express, Megabus.
У місті починається Південно-Уельська головна лінія», що належить Великій західній залізниці.
У місті розташований Музей парових залізниць. Одним з його експонатів є паровоз GWR 6000 з бортовим номером 6000 і власним ім'ям «Георг V».
У Свіндоні розташоване т. зв. «Магічне коло»(англ.) (Magic Roundabout) — перехрестя з круговим рухом на перетині 6 доріг, що складається з 5-ти мінікіл навколо одного центрального.

## Спорт
У місті Свіндон базується професійний футбольний клуб «Свіндон Таун», у сезоні 2012-2013 років виступав у Першій футбольній лізі. Команда приймає суперників на стадіоні «Каунті Граунд» (14 700 глядачів).

## Відомі мешканці
- Діана Дорс — актриса, знімалася з кінця 1940-х до початку 1980-х років[3].
- Четвер Нонетот — вигадана героїня серії книг Джаспера Ффорде.